# 愛德新能源
愛德新能源投資控股集團有限公司，簡稱愛德新能源投資控股集團、愛德新能源投資控股、愛德新能源投資，以及愛德新能源（英語：Add New Energy Investment Holdings Group Limited，港交所：2623），在2001年由李運德（董事長及首席執行官），以及李庚和創立。
前身為「中國中盛資源控股有限公司」。
現時業務於中國內地（包括山東省）經營鐵鈦礦勘探、鐵礦石採礦和鐵礦石加工。而總部位於中國山東省沂水縣楊莊鎮秦家莊村，以及香港中環康樂廣場1號怡和大廈20樓2001至2005室。
招股價為1.01元至1.52港元之間，全球發行所有股份為129,760,000股，而集資額為接近2億港元，而股份則在2012年4月27日於香港交易所主板上市。

## 連結
- ChinaZhongsheng.com.hk